# Échassières
Échassières település Franciaországban, Allier megyében. Lakosainak száma 369 fő (2022. január 1.). Échassières Coutansouze, Lalizolle, Louroux-de-Bouble, Nades, Durmignat, Lapeyrouse, Moureuille és Servant községekkel határos.

## Népesség
A település népességének változása:
| Lakosok száma | 602  | 408  | 349  | 376  | 392  | 390  | 385  | 376  | 373  | 369  |
|               | 1968 | 1982 | 1990 | 2006 | 2013 | 2015 | 2017 | 2019 | 2020 | 2022 |